# Нганасанська мова
Нганасанська мова — північно-самодійська мова, якою розмовляють нганасани. Станом на 2010 рік, носіїв нганасанської мови налічувалося близько 130 осіб, а самих нганасанів — 860. Знаходиться на межі зникнення.

## Абетка
| А а | Б б | В в | Г г | Д д | Е е | Ё ё | Ж ж |
| З з | З̌ з̌ | И и | Й й | ’’  | К к | Л л | М м |
| Н н | Ӈ ӈ | О о | Ө ө | П п | Р р | С с | Ç ç |
| Т т | У у | Ү ү | Ф ф | Х х | Ц ц | Ч ч | Ш ш |
| Щ щ | Ъ ъ | Ы ы | Ь ь | Э э | Ә ә | Ю ю | Я я |